# Киприан (Зёрнов)
Архиепи́скоп Киприа́н (в миру Михаи́л Вике́нтьевич Зернов; 25 января (7 февраля) 1911, Москва — 5 апреля 1987, Москва) — епископ Русской православной церкви, архиепископ Берлинский и Среднеевропейский.

## Биография
Прадед его был состоятельным купцом, но так как у него было много детей, то дед будущего владыки Киприана, получил очень незначительное наследство и был небогат.
С 1922 года стал прислуживать за богослужениями в церкви Введения Пресвятой Богородицы в Барашах, что у Покровских ворот, где был крещён. Там он исполнял самые разные послушания: звонаря, пономаря, ризничего, чтеца.
Рано лишившись отца, с 15 лет вынужден был подрабатывать, так как остался единственным кормильцем семьи.
В 1928 году, получив среднее образование и, продолжая службу в церкви, он поступил в Театр-студию под руководством Р. Н. Симонова. Как пишет Михаил Ардов, на поступление в театральную студию его благословил священник: «Он мне так сказал, ты мальчик нравственный, тебе это не опасно. А они тебе там голос поставят». «Насколько мне известно, — пишет Ардов, — в театре он не столько играл, сколько занимался административной деятельностью — был заведующим труппой и, как свидетельствовали очевидцы, с труднейшей этой должностью он справлялся блестяще». Успешно выступал в эпизодических ролях — исполнение им роли оберкондуктора в «Талантах и поклонниках» отметил Р. Н. Симонов в своих воспоминаниях. Тем не менее, с Церковью он никогда не порывал, все знали, что он верующий и на праздники старался освободиться от спектаклей и репетиций, чтобы посещать храм.
После окончания школы начал готовиться к сдаче экзаменов за курс духовной семинарии. Не получив специального богословского образования, он, тем не менее, обладал обширными познаниями в этой сфере. Большое влияние на формирование личности будущего архиепископа оказала также деятельность Патриаршего Местоблюстителя митрополита Сергия (Страгородского).
С 1943 года — сотрудник возобновлённого «Журнала Московской Патриархии».
10 августа 1944 года рукоположен во диакона (целибат), а 12 августа — во священника к Троицкой церкви села Наташино, под Москвой.
20 июля 1945 года назначен настоятелем этого же храма. В этом же году одновременно и исполнял должность секретаря управляющего Московской епархией.
С 27 декабря 1945 года — настоятель Покровского храма села Черкизова Московской области с исполнением должности секретаря.
С 12 мая 1948 года — настоятель вновь открытого Скорбященского храма на Ордынке в сане протоиерея.
Кроме приходской деятельности протоиерей Михаил выполнял различные послушания Святейшего Патриарха Алексия I.
В 1950—1951 годы в течение нескольких месяцев исполнял обязанности управляющего делами Берлинской епархии, затем назначен настоятелем кафедрального собора Берлина.
С мая 1955 года исполнял обязанности Начальника Русской Духовной Миссии в Иерусалиме.
С 1 ноября 1956 года — член Хозяйственного Управления Московской Патриархии. В это же время состоял благочинным подворий.
С конца 1958 года — благочинный Германской епархии с правом ношения митры.
С марта 1961 года — благочинный Патриарших приходов в Финляндии и Заместитель председателя Отдела внешних церковных сношений Московской Патриархии.

### Архиерейство
15 июля 1961 года постановлением патриарха Алексия I и Священного синода протоиерею Михаилу Зёрнову определено быть епископом Подольским, викарием Московской епархии с оставлением в прежних должностях.
26 июля 1961 года пострижен в монашество с именем Киприан в честь святителя Московского Киприана и вскоре возведён в сан архимандрита.
6 августа 1961 года в Трапезном храме Троице-Сергиевой лавры хиротонисан во епископа Подольского, викария Московской епархии. Хиротонию совершили: патриарх Алексий I, митрополит Крутицкий и Коломенский Питирим, архиепископ Ярославский и Ростовский Никодим (Ротов) и епископ Среднеевропейский Иоанн (Вендланд).
С 14 ноября 1961 года — епископ Дмитровский, викарий Московской епархии и управляющий делами Московской патриархии, постоянный член Священного синода по должности.
В начале 1960-х годов его считали одним из самых влиятельных членов Священного синода Русской православной церкви. Входил в ближайшее окружение патриарха Алексия. Приложил немало усилий, чтобы уберечь храмы от закрытия и разрушения.

Памятник на могиле архиепископа Киприана (Зёрнова)

В августе 1963 года возведён в сан архиепископа и награждён правом ношения креста на клобуке.
25 февраля 1964 года освобождён от должности управляющего делами Московской патриархии и члена Синода.
С 20 мая 1964 года — архиепископ Берлинский и Среднеевропейский, Экзарх Средней Европы.
23 июня 1966 года уволен на покой и вернулся в Москву. Служил в храме иконы Божией Матери «Всех скорбящих Радость» на Ордынке, настоятелем которого был вновь назначен.
За каждым богослужением, которое он возглавлял, архиепископ Киприан непременно проповедовал. Его проповеди составляли целые циклы, посвящённые Священной истории, учению о Церкви, Таинствам и богослужебному строю.
Скончался 5 апреля 1987 года в своей комнате под колокольней Скорбященского храма перед началом воскресной литургии. Гроб с телом почившего архипастыря был установлен в храме на Ордынке. 8 апреля литургию преждеосвященных даров и отпевание в церкви возглавил митрополит Крутицкий и Коломенский Ювеналий. В тот же день был погребён на Преображенском кладбище в Москве.

## Труды
- Победа света над тьмой (к церковному празднику в честь ангелов) // Журнал Московской Патриархии. 1944. — № 11. — С. 32-33.
- Всенародный праздник // Журнал Московской Патриархии. 1944. — № 12. — С. 40-42.
- Кровавое воскресение // Журнал Московской Патриархии. 1945. — № 1. — С. 24-25.
- Историческое путешествие // Журнал Московской Патриархии. 1945. — № 8. — С. 6-25.
- Историческое путешествие // Журнал Московской Патриархии. 1945. — № 9. — С. 16-25.
- Отклик на Нюрнбергский процесс // Журнал Московской Патриархии. 1945. — № 12. — С. 24-26
- Десятое февраля // Журнал Московской Патриархии. 1946. — № 1. — С. 30-31.
- Вручение медалей «За доблестный труд» Московскому областному духовенству // Журнал Московской Патриархии. 1946. — № 10. — С. 57-58.
- Уродливое явление // Журнал Московской Патриархии. 1947. — № 8. — С. 32-34.
- Москва // Журнал Московской Патриархии. 1947. — № 10. — С. 11-12.
- Митрополит Ливанский Илия и архимандрит Антиохийского Патриархата Василий в гостях у Патриарха Московского и всея Руси Алексия // Журнал Московской Патриархии. 1948. — № 1. — С. 45-56.
- На лаврском празднике 25/IX — 8/X // Журнал Московской Патриархии. 1949. — № 11. — С. 5-6.
- Пребывание в Москве Китайской церковной делегации // Журнал Московской Патриархии. 1950. — № 9. — С. 26-27.
- Церковные гости из Западной Украины и Закарпатья (дневник пребывания) // Журнал Московской Патриархии. 1954. — № 12. — С. 24-30.
- Погребение Верховного Патриарха-Католикоса всех армян Георга VI // Журнал Московской Патриархии. 1954. — № 7. — С. 67-75.
- В гостях у Московской Патриархии // Журнал Московской Патриархии. 1954. — № 10. — С. 18-21.
- Пребывание Митрополита Бейрутского Илии Салиби в СССР // Журнал Московской Патриархии. 1956. — № 9. — С. 16-21.
- Восемнадцать дней в Японии. (3-я Международная конференция за запрещение атомного и водородного оружия) // Журнал Московской Патриархии. 1957. — № 9. — С. 35-37.
- Пребывание в СССР церковной делегации из Германской Демократической Республики // Журнал Московской Патриархии. 1959. — № 10. — С. 26-32.
- Речь при наречении во епископа Подольского // Журнал Московской Патриархии. 1961. — № 9.
- Высокопреосвященный Питирим, Митрополит Крутицкий и Коломенский (некролог) // Журнал Московской Патриархии. 1963. — № 9. — С. 21-25
- Поездка в Индию [на конференцию христианской озабоченности о сохранении мира на земле] // Журнал Московской Патриархии. 1963. — № 7. — С. 39-42
- Четыре дня в Лондоне // Журнал Московской Патриархии. 1964. — № 5. — С. 22-25.
- В гостях у киприотов // Журнал Московской Патриархии. 1965. — № 7. — С. 9-12
- О созыве Второго Всехристианского мирного конгресса (обращение Совещательного Комитета ХМК ко всем Церквам, экуменическим объединениям, церковным группам и христианам всего мира) // Журнал Московской Патриархии. 1963. — № 7. — С. 38-39
- О хлебе насущном // Журнал Московской Патриархии. 1973. — № 1. — С. 37
- Проповедь в день прославления иконы Божией Матери «Всех скорбящих Радосте» // Журнал Московской Патриархии. 1975. — № 10. — С. 45-46
- В Неделю 12-ю по Пятидесятнице (Мф. 19, 16-26) // Журнал Московской Патриархии. 1987. — № 9. — С. 47-48.
- В день памяти преподобного Варлаама Хутынского // Журнал Московской Патриархии. 1991. — № 6. — С. 47
- Слово на Введение во храм Пресвятой Богородицы // Журнал Московской Патриархии. 1995. — № 12. — С. 61-62.
- Слово за всенощным бдением накануне праздников Благовещения и Входа Господня в Иерусалим // Журнал Московской Патриархии. 1996. — № 3. — С. 54